# Problema del año 2000

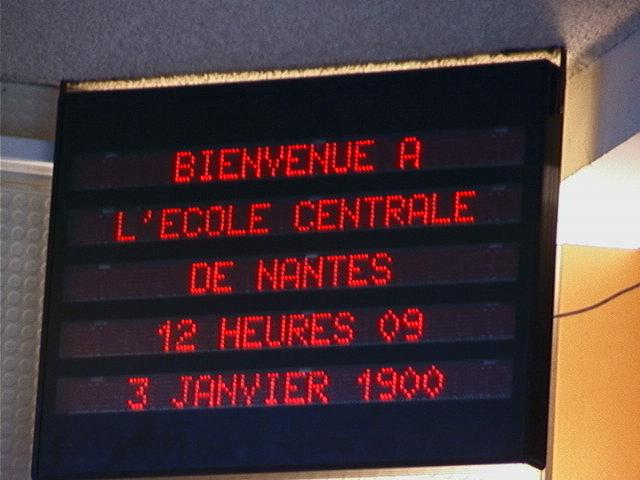
Un letrero electrónico en la École centrale de Nantes que mostraba incorrectamente el año 1900 en vez del 3 de enero de 2000.

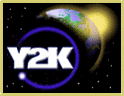
El logotipo creado por el Consejo del Presidente de los EE. UU. para la conversión del año 2000, utilizado en la dirección web ya desaparecida y2k.gov

El problema del año 2000, también conocido como efecto 2000, problema informático del año 2000 o por el numerónimo Y2K  (en el que Y=year o año, 2=dos y K=abreviatura del número 1000), fue un bug o error de software causado por la costumbre que habían adoptado los programadores de omitir la centuria en el año para el almacenamiento de fechas (generalmente para economizar memoria), asumiendo que el software solo funcionaría durante los años cuyos números comenzaran con 19. El miedo consistió en que los sistemas informáticos pudieran fallar y provocar el caos y graves daños de todo tipo en los países y en las empresas. Finalmente, al llegar el sábado 1 de enero del año 2000 solo se detectaron problemas menores, casi anécdotas, que no provocaron ningún daño humano, material o económico significativo. Esto se debió a las grandes inversiones económicas y tecnológicas que realizaron los gobiernos y las empresas los años anteriores como prevención, para actualizar esos sistemas a unos más seguros. A nivel mundial, se invirtieron cerca de 214 000 millones de euros para evitar el «efecto 2000».

## Problemas esperados
Lo más temido era, sin duda, un «efecto en cascada» que hiciera que algunos sistemas primarios fallaran, tales como los suministros de energía o de transportes, produciendo a su vez fallas graves en otros sistemas. Las compañías bancarias podrían perder los datos de todos los clientes y los saldos bancarios y todo el mundo vería su saldo reducido a cero. Los transportes controlados mediante equipos informáticos no responderían, los teléfonos dejarían de funcionar, los servicios de emergencias se colapsarían.
En sistemas más anticuados, como por ejemplo Windows en sus versiones 1.x, 2.x y 3.x, el problema radicaba en la omisión de dichos dígitos. En este caso, el problema era un poco más complejo, ya que al cumplirse el primer segundo del año 2000, sería el 1/4/1980 (es decir, el año en que se creó el MS-DOS, sistema operativo de estos entornos).
Por su parte, Apple, Inc., en 1998, había afirmado por medio de sus portavoces que sus unidades existentes, desde la clásica Apple I hasta la vigente por aquel entonces, iMac, no representaban ningún peligro, ya que sus sistemas operativos (Mac OS 9) representaban como último año el 2019, aunque existía la posibilidad de configurarlo.

## 9 de septiembre de 1999
Algunas aplicaciones muy antiguas utilizaban "9999" como fin de archivo; sin embargo, no hubo mayores problemas el jueves 9 de septiembre de 1999.

## El 1 de enero de 2000

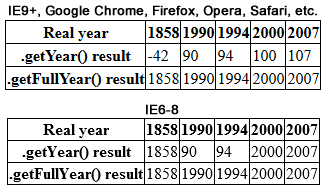
Capturas de pantalla de páginas web que muestran el problema del método JavaScript .getYear, que describe el problema del año 2000.

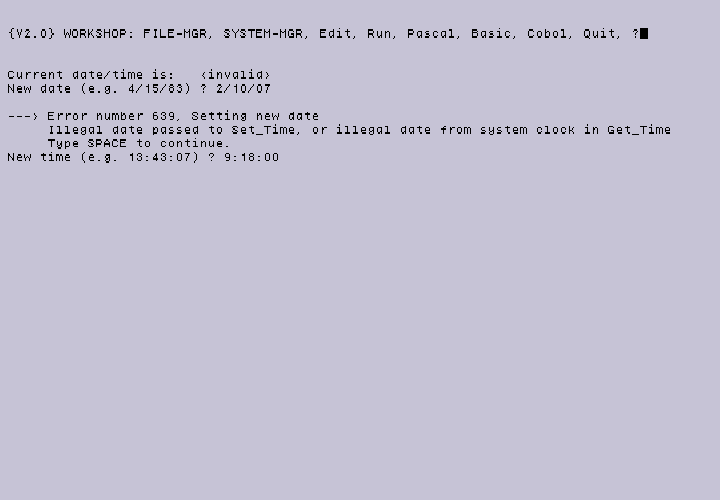
Un Apple Lisa que no acepta la fecha.

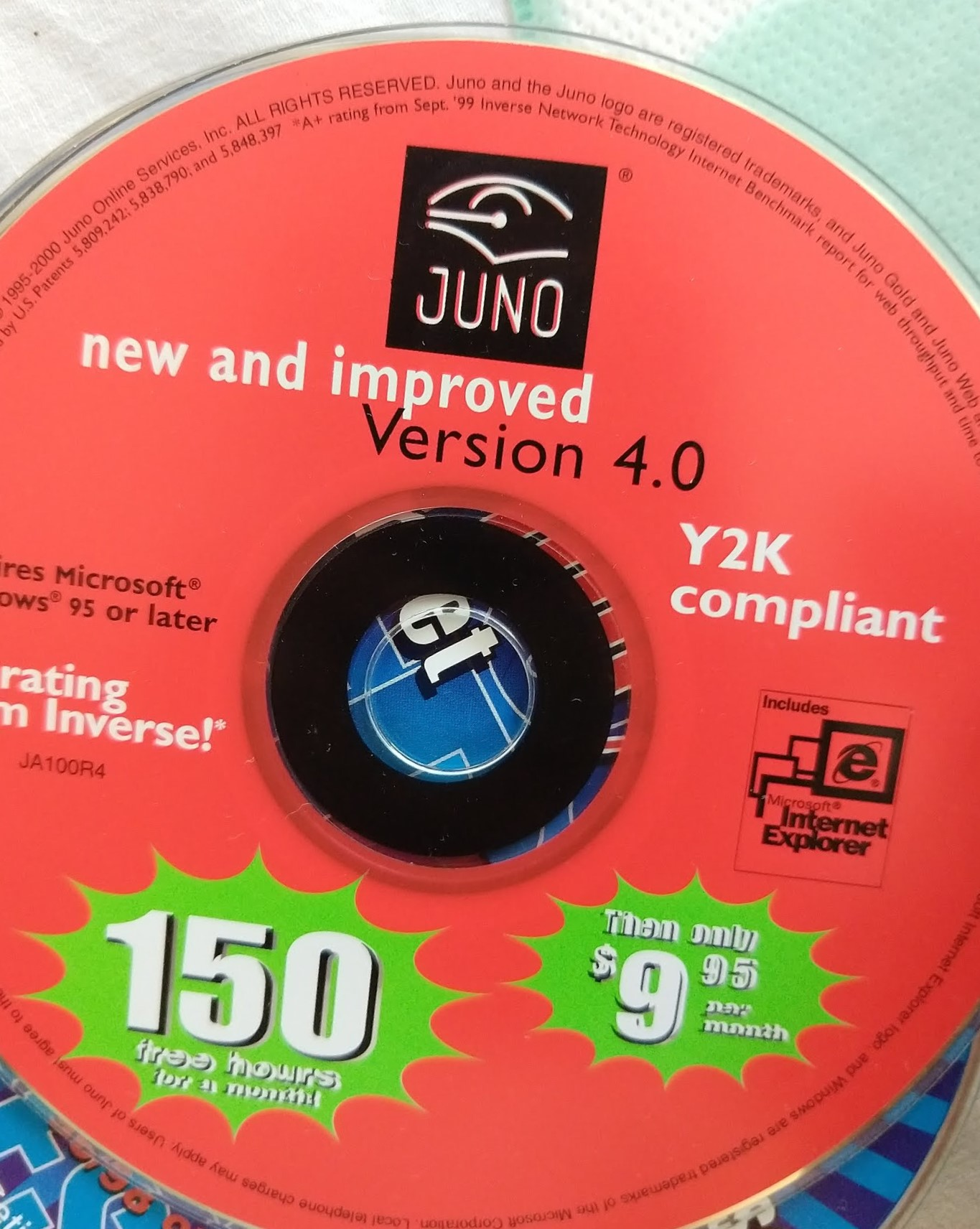
Proveedor de servicios de Internet de Juno, con el etiquetado de CD señalando el cumplimiento de la normativa de prevención sobre el "efecto 2000" (Y2K).

Cuando llegó el 1 de enero de 2000, los problemas se veían generalmente como de menor importancia. Estos no tuvieron siempre que ocurrir exactamente a medianoche. Algunos programas no estaban activos en ese momento y mostrarían ese error solo cuando se abrieran. No todos los problemas registrados estuvieron relacionados directamente con Y2K como causa; las interferencias de menor importancia en la tecnología ocurren normalmente, como reconocerá cualquier persona que haya tenido que reiniciar una computadora personal.
Los problemas divulgados son:
- En Ishikawa, Japón, un equipo de supervisión de radiación falló a medianoche, pero los funcionarios dijeron que no había ningún riesgo para el público.
- En Onagawa, Japón, una alarma sonó en una planta de energía atómica dos minutos después de la medianoche.
- En Japón, dos minutos después de la medianoche, Osaka Media Port, una compañía de telecomunicaciones, encontró errores en el manejo de las fechas en parte de la red de la compañía. El problema se arregló a las 2:43 a. m. y no se interrumpió ningún servicio.
- En Japón, la red de comunicaciones móviles de NTT (NTT DoCoMo), el operador de telefonía móvil más grande de Japón, divulgó el 1 de enero de 2000 que algunos modelos de teléfonos móviles suprimían los nuevos mensajes recibidos, en lugar de los viejos, cuando se llenaba la memoria.
- En Australia, las máquinas validadoras de billetes de autobús de dos estados no pudieron funcionar.Una pegatina de Best Buy de 1999 recomendando a sus clientes que apaguen sus computadoras antes de la medianoche

Una pegatina de Best Buy de 1999 recomendando a sus clientes que apaguen sus computadoras antes de la medianoche

- En Estados Unidos, 150 máquinas tragamonedas en las pistas de carreras en Delaware dejaron de funcionar.
- En Estados Unidos, el observatorio naval, donde funciona el reloj principal que marca el tiempo oficial del país, tuvo una interferencia de Y2K en su sitio web. Debido a un problema de programación, el sitio divulgó que la fecha era el 1 de enero de 1900.
- En Francia, el servicio nacional de meteorología, Metéo Francia, dijo que un error de Y2K había hecho que su página web mostrara un mapa con el parte meteorológico del sábado con fecha 1/1/1900.
- En el Reino Unido, algunas transacciones de tarjetas de crédito se rechazaron o fallaron en conjunto mientras que trabajaron recíprocamente ciertos sistemas.
- En Italia, Telecom Italia envió los primeros dos meses de cuentas, con fecha de enero de 1900.
- En Pensilvania, Estados Unidos, una computadora de la biblioteca de una escuela primaria cobró al cuerpo estudiantil excesivamente por tener prestados los libros durante 100 años.
- En España, se detectaron problemas menores en dos centrales nucleares, en alguna gasolinera y en el sistema de recogida de datos de tráfico.
- En España fallaron algunos parquímetros, que simplemente rechazaban los tickets de coches aparcados antes de medianoche.
- En algunas páginas web de empresas de transporte, algunos paquetes figuraban que habían tardado 17 101 años (19 100 menos 1999) más algún día, y estos días son los que realmente se tardó en entregar.
- En muchos sitios web del mundo, donde se empleaba hora y fecha: la hora la interpretaba incorrectamente y la fecha con 1 de enero de 1900 o 19100. En caso de la hora, si eran las 2 de la mañana, el reloj estaba interpretado así: 92:60:14, haciendo alusión a los segundos.
- En algunas versiones de MAME, algunos roms no cargan adecuadamente, ya que por efectos del Y2K, ejecutan los comandos de fecha con solo dos dígitos. En versiones superiores, este error es corregido, pero el juego no carga el año correcto, sino el año correspondiente al siglo XX. En palabras sencillas, si el juego se ejecutaba el 4 de marzo de 2009, estos juegos calculaban el 4 de marzo de 1909.
- En Alemania se produjeron algunos inconvenientes con tarjetas de crédito por este mismo problema. Sin embargo, en el año 2010. 30 millones de tarjetas bancarias dejaron de funcionar debido a un error del software del microchip de tales tarjetas.[6]
- En Países Bajos, la cadena pública de televisión Nederland 3 de la NPO había hecho un conteo final para año nuevo. Cuando ya era medianoche la pantalla se corta y aparece la carta de ajuste del canal con los colores torcidos, la pantalla desfigurada y una interferencia con la carta de ajuste con caracteres georgianos como logo del canal. Después de dos minutos y medio de lo mencionado, aparece una mujer (posiblemente también presentadora del canal) sosteniendo una copa. Hasta el día de hoy no se ha verificado por ellos si esa interferencia visual era real o simplemente un truco del canal porque ya sabían lo del Y2K, O simplemente desconectaron aparatos afectados por el efecto .[7]

## En los medios de entretenimiento

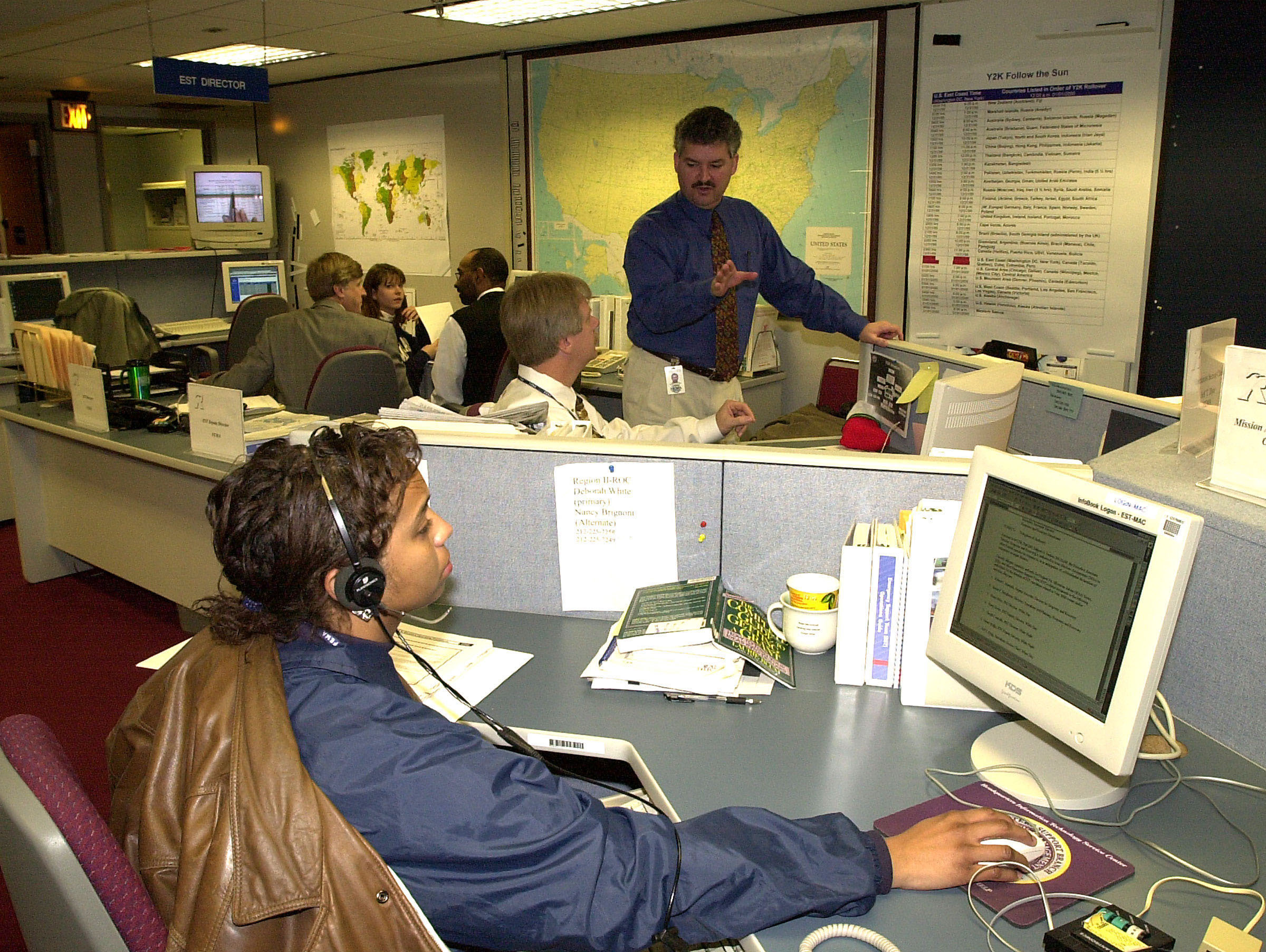
Un miembro del Equipo de Apoyo de Emergencia estadounidense monitorea los eventos del año 2000 en todo el país en la sede de FEMA, el 29 de diciembre de 1999.

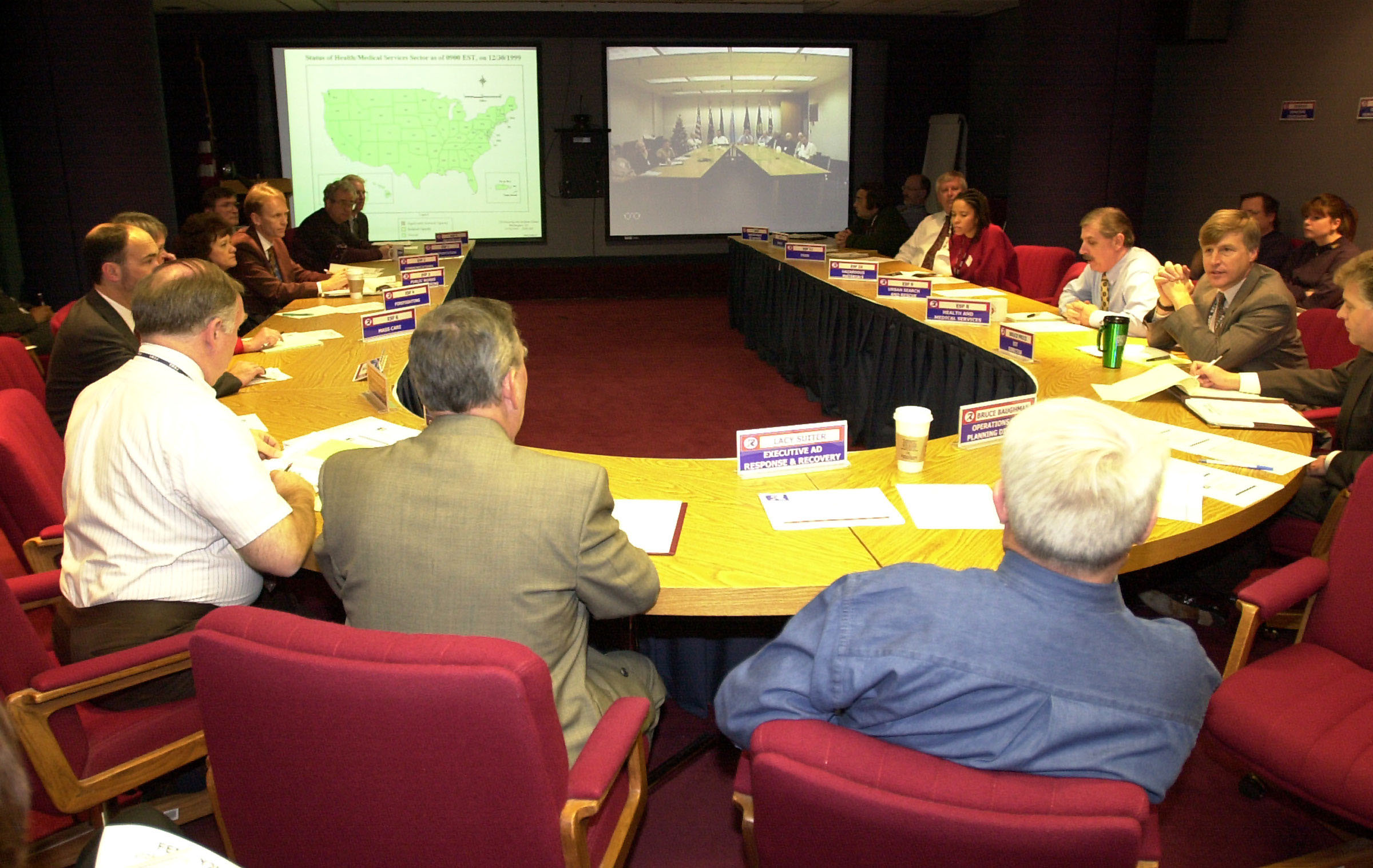
El equipo de apoyo de emergencia de la sede de FEMA realiza una teleconferencia el 31 de diciembre de 1999 con todas las oficinas regionales de FEMA y agencias gubernamentales esenciales en los Estados Unidos en preparación para el año 2000.

- En la serie de animación Los Simpson, un segmento de la Casa del árbol del terror (La casita del horror en Hispanoamérica), de la temporada 11 trata sobre este fenómeno.
- En la primera temporada de la serie animada Dilbert, en el Episodio 10 se trata el tema de El efecto 2000.
- Chris Jericho, luchador profesional, aprovechó este tema para hacerse llamar «Y2J» (cambió la K por la J de «Jericho»).
- Rumbo al inicio del año 2000, Cartoon Network lanzó un corto en el cual, Cerebro de Pinky y Cerebro afirma que se aprovechará del Efecto 2000 para controlar todas las computadoras y así dominar el mundo.
- En el videojuego Metal Gear Solid 2: Sons of Liberty (comúnmente abreviado como MGS2) se menciona que al corregir este problema, Los Patriots instalaron software de control en todas las computadoras del mundo.
- En la serie My name is Earl, un episodio completo trata sobre el efecto 2000, en el que los protagonistas creen que la humanidad se ha extinguido quedando solo ellos a causa del citado efecto, con lo cual deciden ir a robar a un centro comercial.
- En la serie de televisión El show de Kenan & Kel al empezar el programa dicen ser «Y2Kenan» y «Y2Kel» haciendo referencia a este fenómeno y bromeando con el numerónimo Y2K.
- En la serie de televisión Futurama, en el episodio Ladrido jurásico, el padre de Philip J. Fry tiene una paranoia compulsiva frente a este error (repitiendo constantemente «Y2K»).
- En la serie de televisión Family Guy (Padre de familia) el episodio Da Boom se centra totalmente en el fenómeno. Fue estrenado el 26 de diciembre de 1999, justamente cinco días antes de lo previsto.
- En el videojuego GTA: LCS si se va a la entrada del aeropuerto en Shoreside Vale puede verse un anuncio publicitario que dice «Y2K Is Coming» (‘Y2K está llegando’); además, el videojuego se desarrolla en el año 1998, en que se creía que este fenómeno estaba por suceder.
- En la película Entrapment (titulada La trampa en España y La emboscada en Hispanoamérica) intentan robar un objeto ayudándose del efecto 2000.
- En la serie de televisión La Red, el capítulo 18 se llama Y2K: Total System Failure y habla de la posibilidad del efecto Y2K. Dicho capítulo se emitió el 30 de enero de 1999 en EE. UU.
- En la serie de televisión Millenium de EE. UU. se habla frecuentemente de este tema en la tercera y última temporada que salió al aire.
- En la serie de animación "King of the Hill", Hank es la voz de la conciencia durante los días festivos mientras sus amigos y vecinos se envuelven en la fiebre del año.
- En el vídeo musical Waiting for Tonight de Jennifer Lopez se celebra una fiesta con motivo del año nuevo. Cuando el contador llega al 2000 se apaga y la electricidad se va, quedando todo a oscuras, pero segundos después regresa y la fiesta continua.
- En la serie Chōriki Sentai Ohranger (serie en la que luego se adaptó a Power Rangers Zeo) parte de la trama de la serie se relacionaba en el fin del mundo ya que los hechos de la serie ocurren en el año 1999 (indirectamente algo parecido al efecto 2000).
- En la serie Wizards of Waverly Place (conocida en Hispanoamérica como Los hechiceros de Waverly Place y en España como Los magos de Waverly Place), en un episodio de la última temporada, en un recuerdo de Alex a su pasado, el padre de ella tenía una camiseta que decía "I survive to Y2K effect", que en español sería "Sobreviví al efecto 2000".
- El anime japonés Digimon Adventure de 1999 hace referencia al efecto 2000 en forma indirecta, como los monstruos digitales, y la existencia de un mundo virtual, además los personajes Diaboromon y Millenniummon están basados en este fenómeno.
- En la serie Mad About You en el capítulo en el que a Jamie le devuelven el vestido de la lavandería con una mancha de blanqueador, Paul sueña que está en una librería con Albert Einstein y este le da una fórmula la cual sería la solución al efecto 2000.
- Los integrantes del grupo francés "Daft Punk" aprovecharon este suceso para hacerse pasar por robots y así poder esconder sus identidades al público.
- En el episodio 8 de la primera temporada de la serie "Fuller House", transmitida por Netflix, DJ Fuller-Tanner, quien compartía una cena de comida china con su nuevo compañero de trabajo (y actual interés romántico) menciona que no tuvo citas desde 1999, y que no las pudo disfrutar porque le preocupaba mucho el "Y2K".
- La película Y2K (Terminal Countdown) (1999), dirigida por Richard Pepin, trata de cómo varios soldados y un hacker intentan evitar la activación de un misil nuclear a causa del Efecto 2000.[8]
- El telefilm Y2K (1999), dirigido por Dick Lowry, trata de un caos generalizado a consecuencia del Efecto 2000.[9]
- El productor discográfico, Ari David Starace, lleva de nombre artístico "Y2K"
- En el anime Steins;Gate se menciona el fenómeno Y2K y en el universo propio de la serie este es arreglado con un parche de actualización por parte de Suzuha en una de las líneas de divergencia.
- En la película Trascendence (2014), con Morgan Freeman y Johnny Depp, se menciona el Y2K en una conversación en la escena del bar con el agente Donald (Cillian Murphy).
- En la canción de  Llega el 2000 (1999), de la cantante española Cristina del Valle se menciona este fenómeno.